# Markéta Štaufská
Markéta Štaufská (německy Margaretha von Staufen, 1237, Foggia – 8. srpna 1270, Frankfurt nad Mohanem) byla lantkraběnka durynská a falckraběnka saská.

## Život
Markéta byla prvorozenou dcerou císaře Fridricha II. a Isabely Anglické, a na přelomu let 1254/55 byla již jako zcela osiřelá provdána za Albrechta Míšeňského z dynastie Wettinů, svého vrstevníka a jako věno obdržela Pliseňsko. Zpočátku manželé sídlili na hradě v Eckartburgu a poté na Wartburgu a jejich zpočátku šťastné manželství bylo požehnáno sedmi potomky.
Pohromou se pro Markétu stal manželův vášnivý milostný vztah s Kunhutou z Eisenbergu, která byla Markétinou dvorní dámou. Uražená Markéta opustila Wartburg 24. června 1270 a odešla do Frankfurtu nad Mohanem, kde o šest týdnů později zemřela a byla pohřbena v místním klášteře. Před odchodem z domova při polibku na rozloučenou údajně pokousala svého syna Fridricha do tváře, odtud pochází jeho přízvisko Pokousaný.
Synů Fridricha a Dětřicha se ujal strýc, otcův bratr Dětřich z Landsbergu, a cizoložný Albrecht se se svou milenkou i přes její nízký původ oženil.